# Eremobates legalis
Espèce
Eremobates legalis est une espèce de solifuges de la famille des Eremobatidae.

## Distribution
Cette espèce est endémique du Mexique.

## Systématique et taxinomie
Cette espèce a longtemps été appelée par erreur Eremobates geniculatus.

## Publication originale
- Harvey, 2002 : Nomenclatural notes on Solifugae, Amblyppygi, Uropygi and Araneae (Arachnidda). Records of the Western Australian Museum, vol. 20, p. 449-459.